# Microsoort
Een microsoort is een morfologisch onderscheidbare eenheid waartoe klonen of mengsels van klonen worden gerekend binnen apomictische (secties van) genera van planten. Een microsoort is, conform de International Code of Botanical Nomenclature, géén zelfstandige taxonomische eenheid.
Voorbeelden van plantengeslachten waarbinnen microsoorten worden onderscheiden zijn havikskruid, braam en paardenbloem.